# Journal of Applied Psychology
Il Journal of Applied Psychology è una rivista scientifica mensile sottoposta a revisione paritaria e pubblicata dall'American Psychological Association. La rivista si concentra sulla pubblicazione di ricerche originali nel campo della psicologia applicata. La rivista considera principalmente le indagini empiriche e teoriche che migliorano la comprensione dei fenomeni psicologici cognitivi, motivazionali, affettivi e comportamentali.
La redattrice capo è Lillian Eby (Università della Georgia).
Il Journal of Applied Psychology ha implementato le linee guida per la promozione della trasparenza e dell'apertura (TOP). Le linee guida TOP forniscono una struttura alla pianificazione e alla rendicontazione della ricerca e mirano a rendere la ricerca più trasparente, accessibile e riproducibile.

## Indicizzazione
Gli abstract e gli articoli sono indicizzati da:
- PsycINFO
- MEDLINE
- SCOPUS.

Secondo il Journal Citation Reports, la rivista ha ricevuto un fattore di impatto per il 2020 pari a 7,429.

## Articoli notevoli
Esempi derivati da it.wikipedia
- C. O. Weber. The aesthetics of rectangles and theories of affection, in Journal of Applied Psychology, 15, 310-318, 1931. DOI: 10.1037/h0074279 (rettangolo aureo)[5]
- W. Mark Coward e Paul R. Sackett, Linearity of ability^performance relationships: A reconfirmation, in Journal of Applied Psychology, vol. 75, n. 3, 1990,  pp. 297-300, DOI:10.1037/0021-9010.75.3.297. (quozieente di intelligenza
- E.H. O'Boyle, D.R. Forsyth, G.C. Banks e M.A. McDaniel, A meta-analysis of the dark triad and work behavior: A social exchange perspective, in Journal of Applied Psychology, vol. 97, n. 3, 2012,  pp. 557-79, DOI:10.1037/a0025679, PMID 22023075 (archiviato il 27 agosto 2017). (triade oscura)